# 国家安全保障会議 (トルコ)
国家安全保障会議（トルコ語：Milli Güvenlik Kurulu, MGK）は、安全保障政策に関する最高意思決定を行うトルコ共和国の国家機関である。議長を務める大統領のほか、副大統領、参謀総長、および安全保障関係閣僚、軍司令官で構成される。
1982年に制定された現行憲法では、国家安全保障会議の権限は、安全保障だけでなく、政治、社会、文化等の非常に広範囲の政策領域に及び、トルコ共和国の事実上の最高意思決定機関として機能している。同会議は1961年の創設以来、体制の守護者を自認する軍部の強い影響下に置かれており、軍部は、同会議の場を通して、しばしば国内の政党活動、宗教活動などに対する統制を行っている。

## 沿革
国家安全保障会議の創設の契機となったのは、民主党のメンデレス政権を、当時の陸軍総司令官であったギュルセル大将が打倒した1960年5月27日の軍事クーデターである。翌1961年に改正された憲法で、「政府に対して安全保障上の助言を与える機関」として国家安全保障会議の設置が規定され、民政移管後も文民政府に対して軍部が影響力を行使することが可能となった。
左右の政治対立が激化し、政治テロ事件が続発した1971年には政府の対応を批判し、軍の政治介入を示唆する軍首脳の書簡が大統領や上下両院議長に送付され、公正党のデミレル内閣が総辞職に追い込まれる「書簡によるクーデター」事件が発生した。後任として発足したエリムを首班とする超党派内閣では、国家安全保障会議の権限強化や、政治犯を審理する国家保安裁判所（Devlet Güvenlik Mahkemesi）の設置を規定した憲法改正が行われた。
政権交代が頻繁に発生する不安定な政局が続いた1970年代後半には、キャスティング・ボートを握る国民救済党や民族主義者行動党などの宗教政党、極右政党が強い政治的影響力を行使し、インフレや失業対策などの経済政策も停滞した。1980年には任期満了を迎えたコルテュルク大統領の後任を議会が選出できず、軍部は、これを政党政治の限界と捉えて、1980年9月12日に軍事クーデターを敢行して公正党のデミレル政権を転覆した。公正党を含む全政党が解党処分となり、デミレル、共和人民党のエジェヴィト、国民救済党のエルバカン、民族主義者行動党のテュルケシら主要政治家の公職追放が行われた。1982年の民政移管に合わせて公布された新憲法では、国家安全保障会議の権限が大幅に強化された。
1997年には、1995年の総選挙で政権与党となったイスラーム系政党の福祉党が、軍首脳らにより国家安全保障会議の席上で、国是である世俗主義原則に反するとして批判され、同党のエルバカン内閣が総辞職に追い込まれた。福祉党政権の崩壊後、軍部はメディアや司法機関を使った反福祉党キャンペーンを展開し、福祉党の解党処分、党首エルバカンの公職追放が行われた。
体制の守護者を自認する軍部は、政局の混乱を招く動き、中でも建国以来の国是である世俗主義原則を侵犯する動向を警戒しており、過去の軍事クーデター（1960年、1971年、1980年）でも、民主党幹部や、当時軍が最も敵視していた左翼勢力に対して逮捕、投獄、公職追放が大規模に行われたほか、1997年の反福祉党キャンペーンの際も、福祉党幹部でイスタンブール市長だったエルドアンが投獄されるなど、福祉党関係者への政治弾圧が行われた。
一方で、こうした軍部の政治介入は、政治の安定化を求める国内世論からはしばしば歓迎され、過去のクーデターの際も、軍部が行った多くの政治的弾圧にもかかわらず、多くの国民の支持を受けた。

## 憲法上の位置付け
国家安全保障会議は議長である大統領と、副大統領、参謀総長、法相、国防相、内相、外相、陸海空軍司令官、ジャンダルマ司令官で構成される。隔月で実施される会議には、議題に応じて関係閣僚や専門家が招集されるほか、議決権を有しない事務部門のトップとして国家安全保障会議事務局長（Milli Güvenlik Kurulu Genel Sekreteri）が出席する。
国家安全保障会議の設置を定めた1961年憲法第111条では、同会議は「政府に対して安全保障上の助言を与える機関」として規定され、文民の会議メンバーとして首相のほか、副首相、国防相、内相、外相、財務相、通信相、労働相が出席するものとされた。
しかし、1982年の改正憲法第118条の規定により、国家安全保障会議の役割は、「安全保障政策に関する見解を内閣に通知する」だけでなく、「会議が必要性を認めた安全保障政策に関する決定事項を、内閣は最優先に考慮する。」として強化され、同会議の決定事項が、文民政府の政策決定に優先することが明記された。また、軍令部門の長である参謀総長（Genelkurmay Başkanı）の権限が大幅に強化され、文民の会議メンバーは首相、国防相、内相、外相の4名に制限された。大統領ポストは、1960年から1989年まで軍人出身者が続いたことから、国家安全保障会議の主導権は軍部により握られることとなった。
こうした軍部の権限強化は、欧州諸国から批判を受け、2001年の憲法改正により、文民メンバーとして副首相、司法相の会議への出席が認められ、議案採決時の文民の優位が確保された。また、2004年8月には、これまで軍将校で占められてきた事務局長ポストにも文民出身者があてられるようになった。また、国家安全保障会議の決定事項を内閣が「最優先に考慮する（“öncelikle dikkate alınır”）」とする憲法の規定は、「尊重する（“değerlendirilir”）」と改められ、文民政府の権限が強化された。

## 近年の動向
1960年以降4回行われた軍の政治介入は、しばしば国民の支持を背景に実行され、軍の政治関与を保障する現行の政治体制も、世論によって容認されてきた。しかし、こうした政治体制は、トルコと欧州連合（EU）との間の加盟交渉の中で、文民統制が不十分であるとEU側から批判され、加盟国に要求される政治制度を定めたコペンハーゲン基準に適合した政治改革を行うようトルコは要求されている。
2001年には、民主左派党のエジェヴィト政権により、国家安全保障会議における文民の役割を強化する憲法改正が行われたほか、公正発展党のエルドアン政権により、2003年に「第7次政策パッケージ」と呼ばれる一連の改革法案が議会に提出され、政軍関係の改革が行われた。同法案の成立により、月例で開催されてきた国家安全保障会議が隔月に変更とされたほか、同会議事務局長の選出を首相推薦とし、軍の影響力の削減が行われた
。
また、2004年には、国家保安裁判所を廃止する憲法改正が行われたほか、「ラジオ・テレビ高等機構（Radio ve Televizyon Üst Kurulu）」、「高等教育機構（Yüksek Öğretim Kurulu）」に対する軍代表ポストが廃止され、司法、言論、教育の統制に軍が公式に関与できる領域は少なくなりつつある。
こうした状況に対して、2005年の欧州委員会の年次報告書は、「文民統制に向けた動きは進展しているものの、政府の政策に対する声明の発表を通して、軍は依然として政治に対して強い影響力を保持し続けている。」と指摘し、トルコに対してより一層の説明責任と政策の透明性確保を要求している。
こうした外圧を受けつつも、軍部は依然として政治に対する介入を続けており、2007年に行われた大統領選挙では、参謀総長のビュユクアヌトが、「トルコ共和国の世俗主義、民主主義という原則を破壊する邪悪な計画に対して、軍は共和国の原則を守るために断固とした決意をする。」とする声明を発表し、当選した公正発展党のギュルを牽制した。
また、軍部は、法的、制度的に保証された権限の他に、文民政府から独立した独自の財政的基盤を有しており、1960年に設立された軍人相互扶助機構（Ordu Yardımlaşma Kurumu, OYAK）は、トルコ内外で多くの事業や投資活動を展開し、トルコ有数の財閥として機能している。こうした軍自体が行う経済活動は議会による監査の対象外とされており、国内での軍の社会的、経済的影響力を強化する要因の1つとなっているといわれる。
2018年、トルコは首相職を廃止。